# 江文也
江文也（1910年6月11日—1983年10月24日），原名文彬，日治台灣臺北廳滬尾支廳小基隆區（今新北市三芝區），生於臺北廳直轄大稻埕區（今台北市大同區），作曲家、聲樂家、教師。江文也作品蘊含著濃厚台灣故土、宗教聖樂與中國古典文化情感，奠定了臺灣與中國大陸的現代音樂風貌。
江文也曾與其他日本作曲家代表日本參與1936年柏林奧運的藝術競技，以管絃樂《臺灣舞曲》獲得奧林匹克國際音樂比賽作曲獎的第四名，由於第二名為兩國並列且第三名從缺，江文也依規定遞補並獲得獎牌，成為第一位獲得奧林匹克獎牌的臺灣人。

## 生平
1914年，舉家遷居廈門。1918年，進入廈門旭瀛書院求學。1922年，母親病故，轉往日本，進入長野縣上田高等学校就讀。1928年，中學畢業後，遵照父親遺囑進入武藏高等工業學校（今東京都市大學）電氣科就讀，暑假返回台北錫口（今台北市松山區）電力廠實習。由於喜愛音樂，課餘時間前往東京音樂學校御茶之水分校夜間部進修，選修聲樂與音樂基礎理論等課程，作曲老師是橋本國彥。1932年，工業學校畢業後，隨即到一家印刷工廠當排版學徒，工作之餘拜日本名音樂家山田耕筰學習聲樂及作曲。同年秋天，參加日本第一屆音樂比賽，獲得聲樂獎入選。次年，再度獲獎，並獲藤原義江歌劇團團長賞識，聘為該團藝員，擔任男中音。
1934年3月，管絃樂《白鷺的幻想》獲得日本全國第三屆音樂比賽作曲組第二名。6月7日至8日，參加藤原義江歌劇團第一次公演，演出普契尼的《波希米亞人》。由於在音樂方面的出色表現，獲得當時上田市望族小姐瀧澤乃ぶ的芳心，而結為連理。後江文彬回憶故鄉台北城的印象，創作《城內之夜》鋼琴曲，並改名文也。8月11日至19日，參加留學日本的台灣習樂學生組成的「鄉土訪問音樂團」赴台公演，並特別為闊別已久的故鄉創作管絃樂曲《台灣舞曲》。俄國革命後流亡法國的音樂家齊爾品進行環球演奏計畫，來到日本與中國，多次演奏中日音樂家作品，參考東方風格創作新曲，並在東京認識江文也。江文也拜在齊爾品門下，亦師亦友，以空檔時間學習歐美現代派音樂語彙。
1935年，管絃樂《盆踴主題交響曲》獲日本全國第三屆音樂比賽作曲組第三名。次年6月中旬，齊爾品邀請江文也前赴中國，江文也首度踏臨北京與上海。同年，以《台灣舞曲》在德國柏林舉辦的第11屆夏季奧林匹克運動會的文藝競賽中，獲得音樂類管弦樂作品組佳作獎。
1937年，管絃樂曲《賦格序曲》榮獲日本全國第六屆音樂比賽作曲組第二名。次年，《鋼琴斷章小品集》在威尼斯舉行的第四屆國際音樂節榮獲作曲獎。
同年秋天，在前輩音樂教育家柯政和的邀請下，江文也轉往北京（日本在佔領北平後改名北京），在北京師範大學音樂系教授理論作曲課程，課餘從事中國古代和民俗音樂之研究，受有日後著名的小提琴家鄧昌國。
1939年初，江文也認識北京第二女師音樂系學生吳蕊真，兩人極為投緣，江文也甚至為其改名為「吳韻真」。之後，兩人不顧家人反對而結為連理。
1938年至1945年，是江文也創作產量最多的時期，先後創作了許多富有中國民族風格、旋律優美的作品，如《春曉》、《靜夜思》、《春夜洛城聞笛》、《漁翁樂》等。1940年，舞劇《香妃傳》在東京高田舞蹈團演出；管絃樂曲《孔廟大成樂章》，由江文也親自指揮日本新交響樂團，分別在3月及8月，在東京放送局向中國、南洋、美國等地廣播。另外，在此期間，江文也還創作了《東亞民族進行曲》《「新民會」會歌》等政治歌曲。
1945年，第二次世界大戰結束後，江文也喪失日本國籍，因為中日戰爭時期曾為親日組織「華北新民會」工作而被視為「文化漢奸」，被拘押了十個月；出獄後，短暫在北平郊區一所回民中學任教，並曾返台至淡水探視大哥江文鍾。此時期創作了大量的中國調式天主教聖歌。1950年，江文也轉往中央音樂學院擔任作曲系教授，課餘勤奮創作。此後政治災難一再襲來。

1957年，江文也因「國際榮耀與《台灣舞曲》的得獎，與右派法西斯有關聯」，在反右運動中被台湾民主自治同盟批斗，打成右派，於1958年2月被撤銷教授職務，降薪並調中央音樂學院函授部編寫教材，後調中央音樂學院圖書館從事資料工作。1966年，文化大革命時被批鬥，打入「牛棚」。1969年，被送往河北清風店中國人民解放軍第38軍部隊接受勞改。1973年10月與下放師生一同回到北京，繼續在中央音樂學院圖書館從事資料和翻譯工作。1976年，四人幫垮台。1978年，獲得平反，恢復原教職和工資待遇；但因為多年勞改生活，歷經兩次吐血、數次中風而癱瘓在床。晚年生活漸趨安穩之時，仍勉力創作交響樂《阿里山的歌聲》。1983年10月24日，因腦血栓病逝於北京。離世前有手書：
繼續奮鬥，用盡最後一卡熱量，然後倒下去，把自己交給大地就是了。……我一直認為那個美麗的「白鷺之島」的血液是無比優秀的，我抱著它而生，終將死去。

## 作品

### 樂曲曲目[11]

#### 管絃樂曲目
- 台灣舞曲
- 白鷺的幻想
- 盆踊主題交響組曲
- 第一組曲
- 兩個日本節日的舞曲
- 節日時遊覽攤販
- 田園詩曲
- 俗謠交響練習曲
- 賦格序曲
- 北京點點
- 孔廟大晟樂章
- 第一交響曲
- 為世紀神話的頌歌
- 碧空中鳴響的鴿笛
- 第二交響曲──北京
- 一宇同光
- 紀念台灣二二八武裝起義的交響曲
- 汨羅沉流
- 第三交響曲
- 第四交響曲──紀念鄭成功收復台灣三百週年
- 俚謠與村舞
- 阿里山的歌聲（未完成）

#### 鋼琴曲目
- 台灣舞曲
- 鋼琴短品
- 五月
- 五首素描
- 小素描
- 譚詩曲
- 木偶戲（人形芝居）
- 十六首斷章小品
- 北京素描（北京萬華集）
- 小奏鳴曲
- 第一鋼琴協奏曲
- 鋼琴敘事詩《潯陽月夜》
- 第三鋼琴奏鳴曲《江南風光》
- 第四鋼琴奏鳴曲《狂歡日》
- 鋼琴套曲《鄉土節令詩》
- 鋼琴奏鳴曲《典樂》
- 鋼琴綺想曲《漁夫舷歌》
- 鋼琴奏鳴曲（中級用）
- 兒童鋼琴教本
- 杜甫讚歌
- 白鷺的幻想
- 三舞曲
- 徐悲鴻的彩墨畫[12][13]

#### 舞劇、歌劇曲目
- 一人對六八
- 交流無涯
- 潯陽江
- 大地之歌
- 香妃傳
- 西施復國記（歌劇）
- 高山族之戀（歌劇）（未完成）
- 人面桃花（歌劇）（未完成）

#### 器樂、室內樂曲目
- 四首高山族之歌（原名生番之歌）──為女高音及室內樂
- 五首高山族之歌（原名生番之歌）──為男中音及室內樂
- 曼陀林奏鳴曲
- 南方紀行
- 大提琴奏鳴曲（未完成）
- 祭典奏鳴曲
- 大提琴組曲
- 小交響曲
- 小提琴奏鳴曲《頌春》
- 鋼琴三重奏《在台灣高山地帶》
- 管樂五重奏《幸福的童年》
- 木管三重奏二首
- 室內交響曲

#### 合唱曲目
- 潮音
- 南薰歌
- 漁翁樂
- 駐馬聽
- 鳳陽花鼓
- 平沙落雁
- 望月
- 清平調
- 佛曲
- 真實的力量只有在行動裡產生
- 更生曲
- 台灣山地同胞歌（原名生番之歌）
- 北京讚歌
- 東亞民族進行曲

#### 獨唱曲目
- 台灣山地同胞歌（原名生番之歌）
- 話流浪者之歌
- 中國名歌集第一卷
- 中國名歌十五首
- 唐詩「五言絕句篇」九首
- 唐詩「七言絕句篇」九首
- 宋詞「李後主篇」
- 宋詞「蘇軾篇」
- 宋詞「李清照篇」
- 宋詞「吳藻篇」
- 元曲集
- 唐詩「古詩篇」
- 明清詩詞曲集
- 唐詩「律詩篇」
- 聖詠歌曲集第一卷
- 聖詠歌曲集第二卷
- 第一彌撒曲
- 兒童聖詠曲集
- 林庚抒情詩曲集十首
- 歷代詩詞曲一百一十首
- 改編台灣民歌百首
- 兒童歌集《啊！美麗的太陽》
- 「新民會」會歌
- 新民愛鄉歌[14]

### 生前樂譜的出版情況

#### 管絃樂曲
- Op.1  台灣舞曲：1936年1月11日由東京春秋社出版。

#### 室內樂
- Op.17 長笛奏鳴曲《祭典奏鳴曲》：1936年由東京齊爾品出版。
- Op.18 鋼琴三重奏《在台灣高山地帶》：1983年由北京人民音樂出版社出版。
- Op.59 小提琴奏鳴曲《頌春》：1982年由北京人民音樂出版社出版。

#### 鋼琴曲
- Op.1a 台灣舞曲：1936年由東京白眉社出版。
- Op.3-1小素描：1936年由東京齊爾品出版。
- Op.4  五首素描：1936年由東京齊爾品出版。
- Op.7  三舞曲：1936年由東京齊爾品出版。
- Op.8  十六首斷章小品：1936年由東京齊爾品出版。
- Op.22 北京萬華集：1938年由東京龍吟出版。
- Op.24 唐詩──五言絕句篇：1939年由北京新民音樂書局出版。
- Op.25 唐詩──七言絕句篇：1939年由北京新民音樂書局出版。
- Op.40 聖詠作曲集第一卷：1947年由北平方濟堂出版。
- Op.41 聖詠作曲集第二卷：1948年由北平方濟堂出版。
- Op.45 第一彌撒曲：1948年由北平方濟堂出版。
- Op.47 兒童聖詠曲集：1948年由北平方濟堂出版。

### 樂曲錄製成唱片的情況
按年代排列：

- 孔廟的音樂──大晟樂章：曼佛雷德‧古爾立特/指揮，東京交響樂團/演奏，日本勝利唱片公司，1940年。
- 台灣舞曲：曼佛雷德‧古爾立特/指揮，日本中央交響樂團/演奏，日本勝利唱片公司，1940年。
- 孔廟大晟樂章：韓中杰/指揮，日本中央交響樂團/演奏，香港唱片公司，1984年。
- 台灣舞曲：陳秋盛/指揮，日本NHK交響樂團/演奏，台北：上揚有聲出版社，1984年。
- 江文也鋼琴小品集：蔡采秀/鋼琴演奏，台北：台灣福茂唱片公司，1984年。
- Peking Myriorama - Chinesische Klaviermusik：蔡采秀/鋼琴演奏，Thorofon（CTH2023），1985年。
- 故都素描：陳秋盛/指揮，日本NHK交響樂團/演奏，台北：上揚有聲出版社，1985年。
- 江文也──香妃：里歐寧‧尼可拉耶夫（Leonid Nikolaev）/指揮，莫斯科國家交響樂團/演奏，台北：上揚有聲出版社，1993年。
- 兒童組曲──中國鋼琴曲集：蔡采秀/鋼琴演奏，Thorofon（CTH20334），1996年。
- Jiang Wen-Ye - Piano Works in Japan：宋如音（J. Y. Song）/鋼琴演奏，ProPiano Records（PPR224528），2002年。

### 論文與樂曲解說
- 《孔廟大晟樂章唱片說明》（日文）：1940年寫作，同年出版，由日本勝利唱片公司出版。
- 〈作曲美學的觀察〉（漢文）：1940年5月14日寫作，1940年7月出版，刊載在1940年7月的《中國文藝》2卷5期。
- 《上代支那正樂考：孔子的音樂論》（日文）：1941年完成，1942年出版，由日本三省堂出版。
- 〈孔廟大晟樂章〉（漢文）：刊載在1943年6月24日的《華北作家樂報》第6期。
- 〈俗樂、唐朝燕樂與日本雅樂〉（漢文）：1943年11月15日完稿，1943年11月出版，刊載在《日本研究》1卷3期。
- 〈寫於《聖詠作曲集第一卷》完成後〉（漢文）：1947年9月完稿，1947年11月出版，由北平方濟堂聖經學會出版。
- 《關於孔廟大晟樂章的研究》（日文）：完稿、出版年代不詳，由日本東京新興音樂出版社出版。
- 江文也在1945年6月21~22日下午8時30分「獨唱音樂會」節目單上的〈謹白〉（漢文）：幾位人士留藏。

### 手稿整理與經驗談的翻譯
- 音樂家張己任將蒐集到的江文也音樂手稿，整理、編輯成《江文也手稿作品集》，1992年由台北縣立文化中心出版。
- 江文也兩篇文章〈從北平到上海─長安號〉、〈黑白放談〉，由劉麟玉翻譯成中文，先後發表在《聯合報》副刊。〈從北平到上海─長安號〉連載在1995年7月29日-8月3日；〈黑白放談〉則連載在1996年6月12日-13日。

### 文學作品

#### 詩集出版情況
- 江文也以音樂成就著稱，也有一百多首日文詩，在日本[15]出版一本詩集，名為「北京銘」。詩集有四部，每部二十五首，加上序詩與一首結尾詩，共一百零二首。《北京銘》已經由台灣詩人、詩評家葉笛翻譯成中文，台北縣政府文化局出版，名為「北京銘」。除了台北縣政府文化局的中譯本，後來的《葉笛全集9 翻譯卷二》也全數蒐錄這本詩集中文譯本[16]。音樂家張己任的《江文也：荊棘中的孤挺花》[17]一書，書末收錄了幾首《北京銘》詩作的中譯文本。
- 江文也在1942年由同一家出版社青梧堂出版《大同石佛頌》詩集，不過此書尚未於市面發現。[18] 目前僅能在音樂家張己任撰寫的《江文也：荊棘中的孤挺花》一書，讀到《大同石佛頌》詩文的部分節錄。
- 詩集《賦天壇》在1944年10月以漢文寫就，以手抄本形式存在，原稿目前由配偶吳韻真女士收藏，迄今尚未出版。

#### 作品被收錄的情況
- 音樂家張己任撰寫的《江文也：荊棘中的孤挺花》一書，收錄了幾首《北京銘》詩作，及《大同石佛頌》詩文部分節錄的中譯文本。
- 江文也的日文詩〈牆壁的表情〉、〈賣酸梅湯的來了〉、〈秋〉，戰後被人翻譯成中文，之後收錄在林瑞明主編《國民文選‧現代詩卷I》。[19]

### 参与指挥
- 担任音乐指挥，1938年东宝电影《南京》

## 評價

### 文學界
台灣小說家鄭清文曾為台北縣文化局出版的《北京銘——江文也詩集》撰寫〈編輯導言〉，為江文也當時境遇抱屈，寫道：「江文也一生多采多姿，也有許多波折。他在台灣出生，在日本成長，在中國去世。但是，在這三個地方，他似乎沒有得到應有的評價。他是音樂家，也是詩人。他的音樂成就是國際性的。一九三六年，在柏林奧運，他以《台灣舞曲》榮獲第四名。當時的奧運，還包括藝術競技。日本人沒有重視他，可能因為他是台灣人，又沒有顯赫的學歷，也就是沒有經過東京音樂學校而後留學德國的黃金路線。也許這是他離棄日本，前往中國的原因。但是，他在中國，在中國文化大革命時期，也受到迫害。除了音樂，他也寫詩。他的詩簡短而精深。」
台灣詩人與評論家葉笛推崇江文也是台灣四十年代卓越的詩人，說他「非常有個性，創作了極富現代意識，生動而又魅人的現代詩」並在2003年3月的《創世紀》詩雜誌第134期，發表一首詩讚賞江文也。

## 参見
- 古典音乐作曲家列表
- 台灣日治時期的音樂家（非流行歌曲音樂人），目前已知的有：江文也、陳泗治、張福興、高慈美、李志傳、呂泉生等人士。

## 外部連結
- . 臺灣音聲一百年. 2018-03-12  [2018-03-12]. （原始内容存档于2021-01-17）.
- (PDF). （原始内容存档 (PDF)于2016-03-04）.
- . （原始内容存档于2021-04-13）.
- . （原始内容存档于2016-03-04）.
- . （原始内容存档于2019-06-07）.
- . （原始内容存档于2015-01-06）.
- . （原始内容存档于2014-12-14）.
- . （原始内容存档于2016-03-04）.
- . （原始内容存档于2015-01-06）.
- . （原始内容存档于2019-06-13）.
- . （原始内容存档于2016-03-04）.